# Легасов, Геннадий Сергеевич
Геннадий Сергеевич Легасов (19 апреля 1921, Иркутск — 30 января 2006, Москва) — советский военный деятель, генерал-лейтенант. Лауреат Ленинской премии и Государственной премии СССР.

## Биография
Родился 19 апреля 1921 года в Иркутске.
Окончил в Москве среднюю школу (с отличием), в августе 1939 г. поступил на физический факультет МГУ и в сентябре того же года призван в РККА, участник советско-финской войны с марта 1940 года.
С началом Великой Отечественной войны назначен командиром орудийного расчёта пушечной батареи 81-го Краснознаменного сп (Карелия). С 1943 года воевал на других фронтах, командир взвода, батареи, дивизиона. С 1944 года начальник штаба, затем командир 1243 иптап 10 артбригады (таким образом, за 5 лет прошёл путь от рядового до командира полка). Трижды ранен (1941, 1942, 1943).
После окончания войны направлен на учёбу в Артиллерийскую академию, в июне 1950 года получил диплом по специальности «артиллерийский инженер».
В мае 1951 года зачислен в штат формировавшегося зенитного ракетного испытательного полигона Капустин Яр. Начальник испытательной команды, принимал участие в испытаниях ЗУРО С-25.
С 1954 года в центральном аппарате МО: заместитель начальника, начальник 1-го опытного управления 4 ГУМО (с 1955 года 4-й главк стал войсковой частью № 77969). В 1964—1983 председатель НТК ВПВО. В 1983—1992 начальник научного отдела — главный военный эксперт АН СССР. С 1992 военный советник РАН, член президиума РАН.
В 1987 года уволен в запас в звании генерал-лейтенант.
Кандидат технических наук.

## Награды
Лауреат Ленинской (1965) и Государственной премий. Награждён орденами Октябрьской Революции, Отечественной войны I степени (дважды), II степени, Трудового Красного Знамени, Красной Звезды (четырежды) и многими медалями СССР и РФ, а также румынским орденом и медалью ВНР. В 1992 г. получил премию имени Ю. А. Гагарина.